# Labidostomis longimana
Labidostomis longimana là một loài bọ cánh cứng trong họ Chrysomelidae. Loài này được Linnaeus miêu tả khoa học năm 1760.

## Hình ảnh

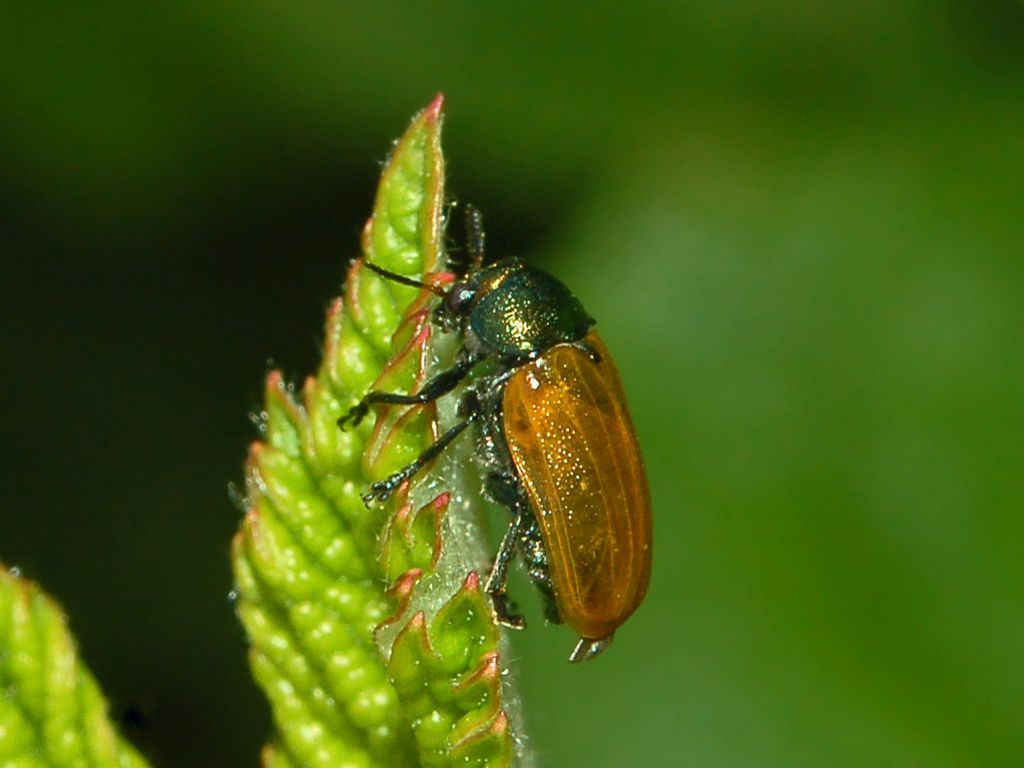